# Список кримськотатарських письменників
Список кримськотатарських письменників:
- Абдулла Дерменджи (*1905 — 1976)
- Абдулла Лятіф-заде (*1890 — 1938)
- Аблязіз Велієв (*1939-)
- Аблякім Ільмій (*1887 — 1947)
- Айдер Осман[1] (1938-1997)
- Амді Гірайбай[2] (*1901 — 1930)
- Амет Озенбашли[3] (*1893 — 1958)
- Асан Чергєєв[4] (*1879 — 1946)
- Бекір Чобан-заде (*1893 — 1937)
- Джафер  Гафар (*1898 — 1938)
- Джеваїре Меджитова (*1913 — 1992)
- Джевдет Аметов (*1917 — 1995)
- Джеміль Сейдамет (*1903 — 1977)
- Джеміль Керменчиклі (*1881 — 1942)
- Джингіз Дагджи (*1920-)
- Еміль Аміт (*1938 — 2002)
- Еннан Алімов (*1912 — 1941)
- Ервін Умеров (*1938  — 2007)
- Ескендер Фазил (*1934 — 2003)
- Ешреф Шем'ї заде (*1908 — 1978)
- Еюп Дерменджи (*1907 — 1945)
- Закір Куртнезір (*1933 — 2016)
- Зіядін Джавтобелі (*1905 — 1991)
- Иргат Кадир (*1905 — 1945)
- Ідріс Асанін (*1927 — 2007)
- Ільяс Тархан (*1900 — 1938)
- Іса Абдураман (*1937)
- Ісмаїл Зіядін (*1912 — 1996)
- Керім Джаманакли (*1905 — 1965)
- Ліля Буджурова (*1958-)
- Мамут Дібаг (*1905 — 1942)
- Мемет Ніязі (*1878 — 1931)
- Мемет Нузет (*1888 — 1934)
- Номан Челебіджіхан (*1885 — 1918)
- Раїм Тинчеров (*1908—1973)
- Ремзі Бурнаш (*1920 — 1982)
- Решид Мурад (*1915 — 2000)
- Різа Фазил (*1928—2016)
- Сафтер Нагаєв (*1941—2009)
- Сейтумер Емін (*1921 — 2004)
- Умер Іпчі (*1897 — 1955)
- Уріє Едемова (*1938-)
- Усеїн Болатуков (? - 1918)
- Усеїн Шаміль Тохтаргази (*1881 — 1913)
- Черкез Алі (*1925 — 2004)
- Шакір Селім (*1942 — 2008)
- Шаміль Алядін (*1912 — 1996)
- Шевкі Бекторе (*1888 — 1961)
- Юнус Кандим (*1959 — 2005)
- Юсуф Болат (*1909 — 1986)